# Michiharu Sugimoto
Michiharu Sugimoto (japanisch 杉本 倫治 Sugimoto Michiharu; * 17. Juni 1981 in der Präfektur Nara) ist ein ehemaliger japanischer Fußballspieler.

## Karriere
Sugimoto erlernte das Fußballspielen in der Schulmannschaft der Miminashi High School. Seinen ersten Vertrag unterschrieb er 2000 bei den Cerezo Osaka. Der Verein spielte in der höchsten Liga des Landes, der J1 League. 2001 erreichte er das Finale des Kaiserpokal. Am Ende der Saison 2001 stieg der Verein in die J2 League ab. 2002 wurde er mit dem Verein Vizemeister der J2 League und stieg wieder in die J1 League auf. Für den Verein absolvierte er 16 Spiele. Im August 2003 wechselte er zum Zweitligisten Ventforet Kofu. 2004 wechselte er zum Ligakonkurrenten Yokohama FC. Ende 2005 beendete er seine Karriere als Fußballspieler.

## Erfolge
Cerezo Osaka
- Kaiserpokal

Finalist: 2001, 2003